# M1911
M1911 (А1) — самозарядний, напівавтоматичний пістолет під набій .45 ACP. Був розроблений Джоном Мозесом Браунінгом у 1910 році (US Patent 984519). Пістолет був на озброєнні ЗС США протягом вісімдесяти років. З 1911 до 1990 р. Сучасна модифікація М45А1 стоїть на озброєнні експедиційного корпусу морської піхоти США до сьогодення. Уряд США закупив 2,7 млн пістолетів M1911.
М1911 широко використовувався під час Першої світової війни. Своєю чергою модель А1 отримала розповсюдження у Другій світовій, Корейській та В'єтнамській війнах. 1911 знову використовувався під час операції «Буря в Пустелі».

## Історія
Був розроблений Джоном Мозесом Браунінгом та запатентований в 1910 році (US Patent 984519). Пістолет був на озброєнні ЗС США протягом вісімдесяти років. З 1911 до 1990 р. уряд США закупив 2,7 млн пістолетів Кольт M1911.
М1911 знайшов широке використання під час Першої світової війни. Поліпшена модель А1 отримала розповсюдження у Другій світовій, Корейській та В'єтнамській війнах. 1911 знову використовувався під час операції «Буря в Пустелі».
В 1985 році армія США обрала пістолет Beretta M9 з калібром набою 9×19 мм Парабелум як заміну Colt M1911 під набій .45 ACP.

## Модель А1
Після використання пістолета американськими військами під час Першої світової війни були внесені незначні зміни в конструкцію 1911:
1. Був подовжений запобіжник на рукоятці.
2. Злегка змінено форму рукоятки.
3. Укорочений курок.
4. Зменшена спускова скоба (а ззаду спусковий скоби були зроблені вирізи аркової форми).

У 1926 році пістолет отримав найменування М1911А1. Відтоді жодних змін в конструкцію не вносилося.

## M15 General Officers
Був розроблений в 1972 на базі стандартного 1911 для заміни Кольт М1903 та Кольт М1908. Пістолет використовувався генералітетом армії США з 1972 по 1981.
Відмінності від моделі м1911а1:
1. Укорочений ствол (108мм).
2. Покращенні прицільні пристрої.
3. Довга напрямна пружини.
4. Планка для гравіювання ініціалів на правій щічці.

## М45А1
В 2012 році Кольт Rail Gun був обраний та виграв контракт для підрозділів MARSOC та MEU(SOC). Пістолет отримав назву M45A1 Close Quarter Battle Pistol (CQBP). В 2014 році було закуплено 12000 одиниць.
На відміну від м1911а1 мав такі зміни та покращення:
1. Покращені прицільні пристрої, а саме Novak's tritium night sights.
2. Покращена насічка на затворній рамі.
3. Скелетований курок.
4. Покращений автоматичний запобіжник.
5. Подовжений механічний запобіжник.
6. Планка Пікатінні.
7. Подовжена спускова скоба.
8. Нові щічки з матеріалу G10.
9. Новий магазин.
10. Нова конструкція пружини віддачі.
11. Церакотове покриття.

Також компанія Кольт випускає м45а1 для цивільного ринку в США. Деякі армійскі пістолети були декомісовані та продані на цивільному ринку. Їх характерна особливість це перекреслена абревіатура USMC на затворній рамі.

## 1911 На цивільному ринку
Пістолет потрапив на цивільний ринок ще в 1911 році. Зараз на ринку є багато компаній, які виробляють зброю на базі 1911. Пістолет набув значної популярності та досі користується значним попитом, який з роками тільки росте. Патент на 1911 був викуплений США у компанії Кольт, тому щоб виготовляти данну зброю не потрібно платити за патент.
Є багато моделей і варіантів даного пістолета, але популярні це:
1. Goverment size (урядовий) — має довжину ствола в 5 дюймів (127 мм).
2. Commander size (командирський) — має довжину ствола в 4,5 дюймів (108 мм).
3. Officer size (офіцерський) — має довжину ствола в 3 дюйми (іноді в 3,5 дюймів) (89 мм), та має вкорочене руків'я.
4. Long slide (подовжений затвор) — має довжину ствола в 6 дюймів (152 мм).

Також є багато варіантів під різні набої, найбільш розповсюджені такі: .45 ACP, 9 мм, 10 мм, .40 S&W, .38 Super, .22 LR.
Компаній, які виробляють або виробляли 1911, налічується приблизно 250 штук. Компанії, які є головними виробниками даної зброї — Ruger, Remington, S&W, Springfield, Sig Sauer, Rock Island Armory, Colt, Kimber, Taurus, тощо. Серед преміум виробників самими відомими є — Ed Brown, Les Bear, Nighthawk Custom, Wilson Combat, Cabot Guns. Ціни на моделі 1911 можуть починатись с 300—400$, закінчуючи пістолетами ручного збирання за 10000-15000$. Найвища ціна на 1911 сягає 4,5 мільйона доларів — пістолети виробництва компанії Cabot Guns — виготовлені з метеориту і продаються в парі.
Сфера застосування 1911 серед цівильних стрільців дуже обширна. Багато хто купляє 1911 для самозахисту, оборони оселі, або носіння. Спортсмени полюбляють 1911 через їх добрий спуск (спускова скоба має дуже маленький хід, сила натиску на спортивних 1911 невелика). Мисливці часто носять з собою 10 мм пістолети для захисту від ведмедів, деякі навіть полюють з 1911 з подовженим стволом. Колекціонери збирають 1911 різних періодів — Перша світова, Друга світова тощо, 1911 з цікавими та унікальними історіями і т. д. Завдяки своїм характеристикам (металева рамка та затвор, ергономіка, спуск) — з 1911 дуже зручно стріляти.
Пістолет на платформі 1911 є одним із найпопулярніших та розповсюджених пістолетів в світі.

## Конструкція
Конструкція цього пістолета складається з трьох частин: рамки, ствола і кожуха затвора, який рухається вперед і назад по напрямних, вбудованих в рамку. У задній частині кожуха розташований затвор, у якому знаходиться ударник і екстрактор. У рамку рукоятки вставляються магазин, спускова скоба, курок і рукоятковий механізм запобіжника, що блокує курок, не даючи йому рухатися доти, поки рукоятка повністю не обхоплена рукою. Ствол з'єднаний з рамкою пістолета за допомогою хитної серги, розташованої під казенною частиною ствола і забезпечує замикання і відмикання ствола.

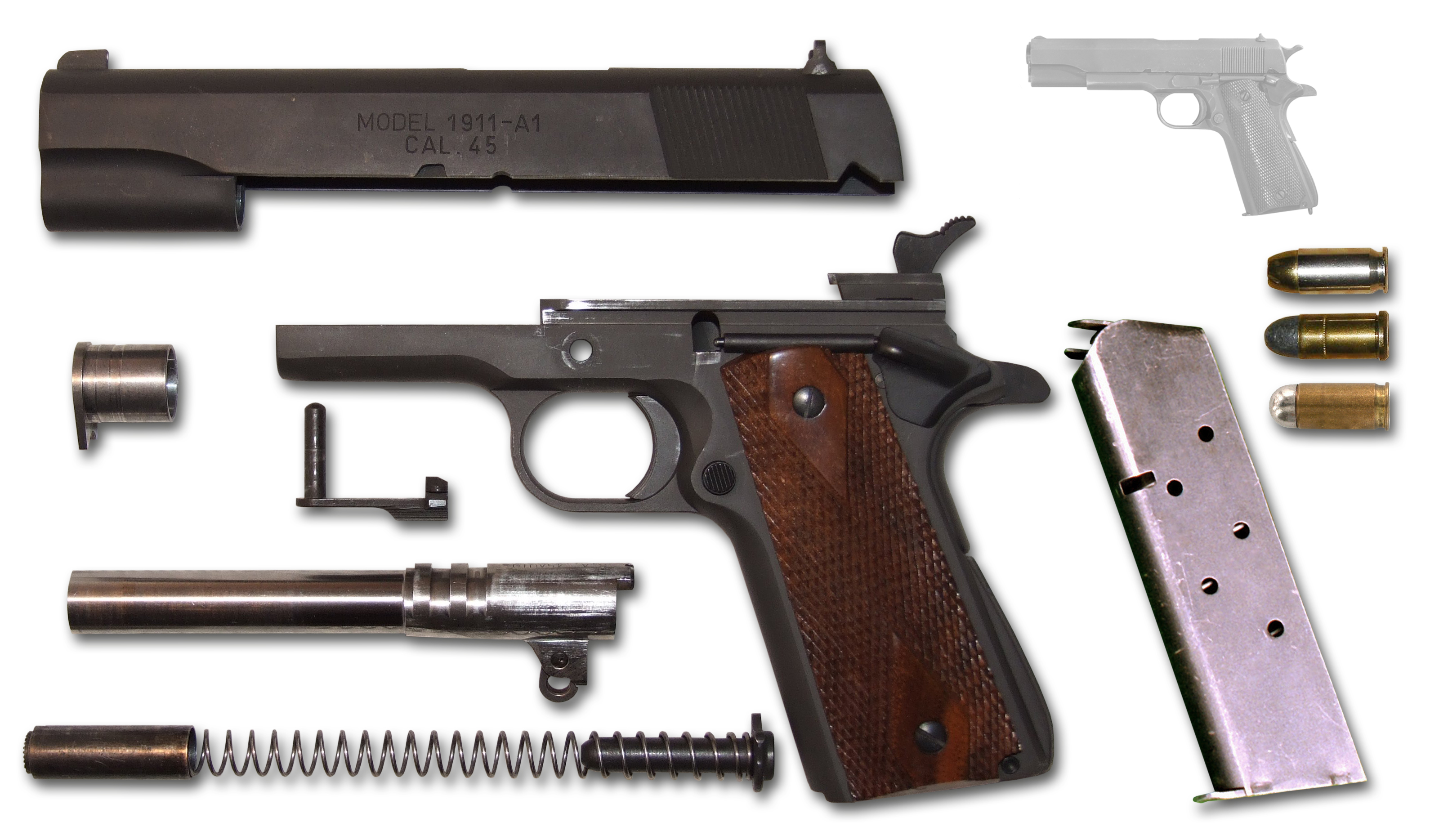
Ствол з рамкою пістолета з'єднаний за допомогою хитної серги, що забезпечує замикання і відмикання ствола

### Ударно-спусковий механізм
Ударно-спусковий механізм курковий, одинарної дії. Бойова пружина кручена циліндрична, розташована в рукоятці позаду магазина, зусилля на курок передається через тягу. Ударник підпружинено для запобігання випадковим пострілам. Спуск рухається повздовж в пазах рамки пістолета. Запобіжників два: один блокує шептало і затвор, другий — спускову тягу. При включенні запобіжника курок може залишатися на бойовому зводі (англ. Cocked and locked), цим компенсується недостатня оперативність УСМ одинарної дії. Крім того, передбачений запобіжний звід курка.

### Деталі пістолета

Сторінки з інструкції «Department of the Army Technical Manual TM 9-1005-211-35, April 1968»
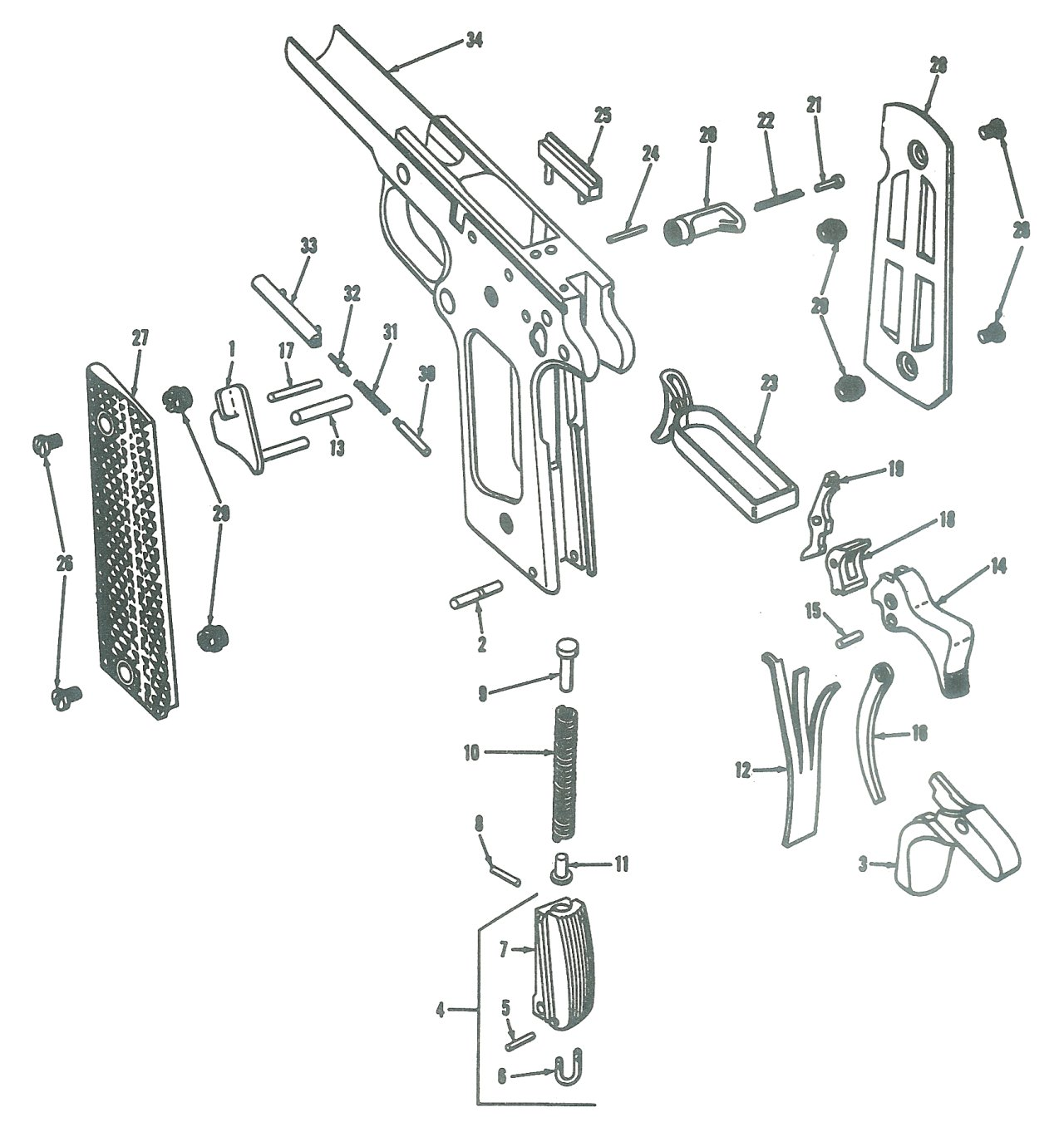
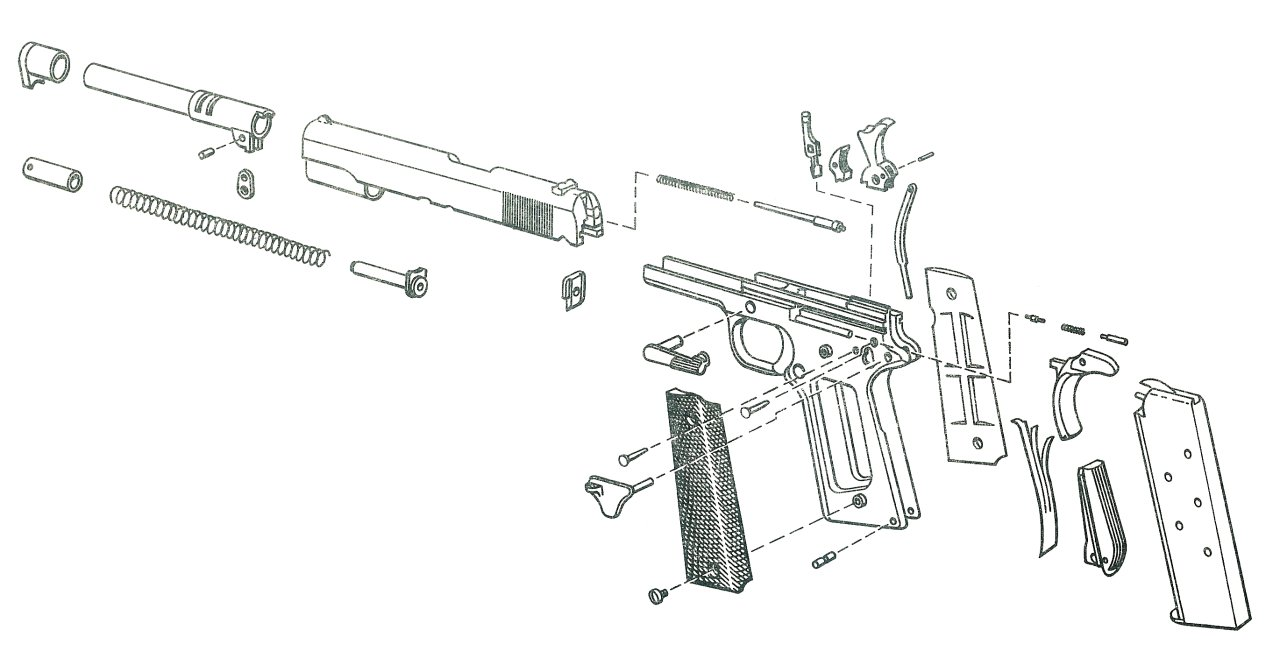
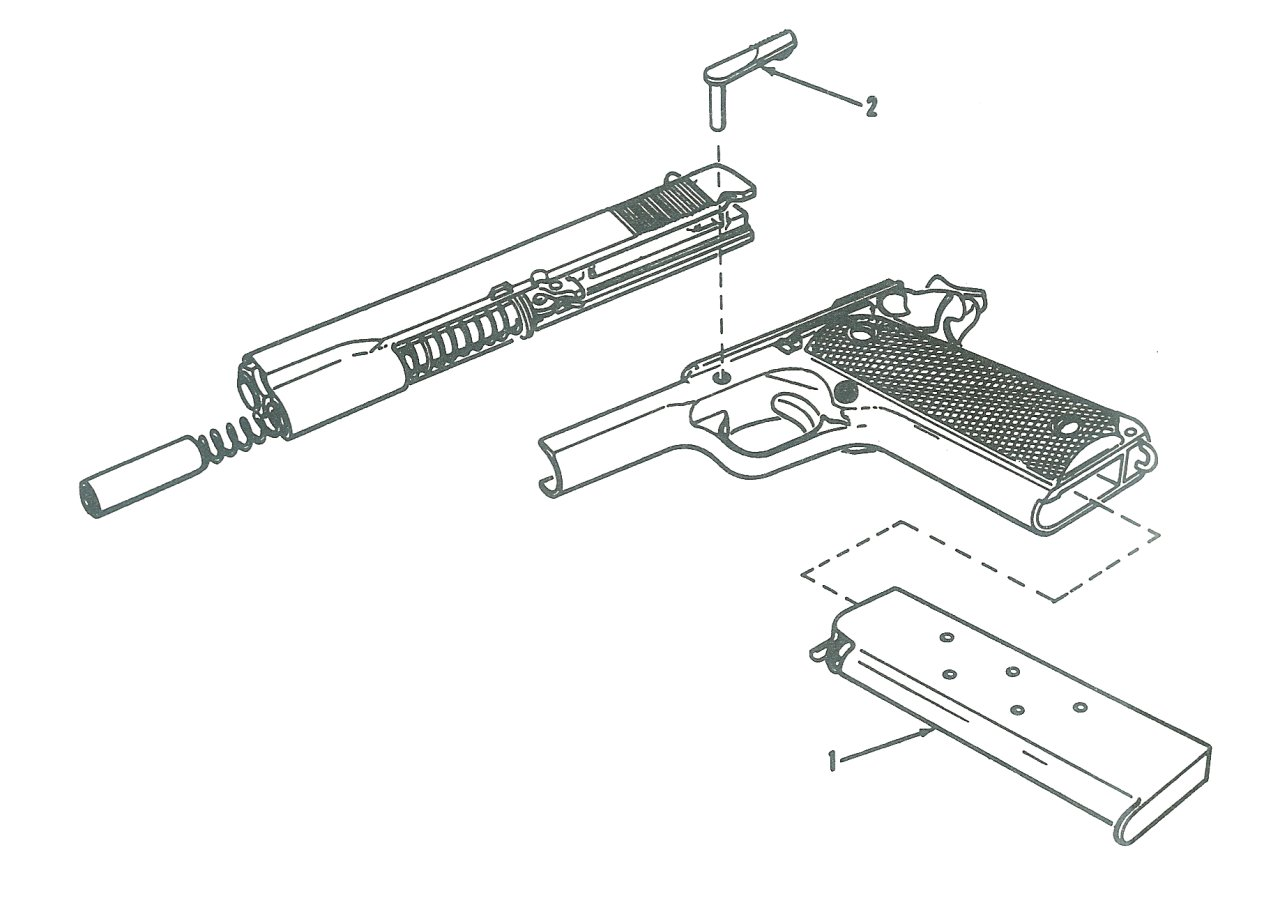
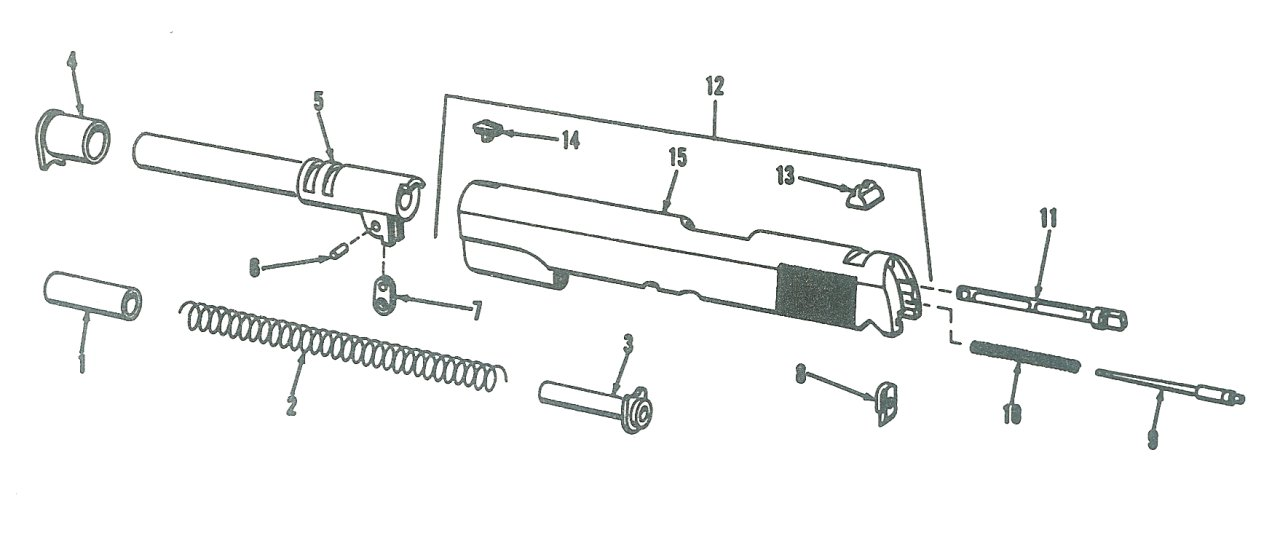

## M1911 в масовій культурі

### В кінематографі
M1911A1 присутній у багатьох фільмах, події яких відбуваються у Другу світову війну, як зброя американських пілотів та офіцерів.
- Титанік — використовує охоронець Кела Гоклі.
- Врятувати рядового Раяна
- Брати по зброї
- Механік
- Конг: Острів Черепа

### У відеоіграх
- Payday 2 — у грі називається Crosskill.
- Return to Castle Wolfenstein
- Killing Floor 2
- NecroVisioN
- Resident Evil 4 — у грі називається Killer 7.
- Hitman — сучасний варіант M1911A1, AMT Hardballer, є основною зброєю Агента 47 (в іграх серії називається Silverballer).
- Mafia
- S.T.A.L.K.E.R. (серія) — у грі називається Кора-919.
- Call of Duty
- Battlefield (серія)
- Fallout: New Vegas (DLC Honest Hearts)

## Цікаві факти
- В 2011 році 1911 став національною зброєю штату Юта. В штаті Юта народився Джон Мозес Браунінг — розробник данного пістолета.
- Пістолет 1911 називати Кольт не є вірним. Є багато компаній, які виробляють пістолети на даній платформі, в тому числі і компанія Кольт. Дана помилкова назва виникла через те, що права на патент довгий час перебували у компанії Кольт, але й під час Другої світової війни цю зброю виготовляло багато компанії (Colt, Remington, Itaca, Union Switch & Signa тощо). Пістолет вірно називати просто 1911 чи пістолет на платформі 1911, або в залежності від компанії, яка його виготовила (наприклад Спрінгфілд або Рюгер).